# Bua (isola)
Bua (in croato Čiovo) è un'isola della Croazia. Assieme a Zirona Grande e Zirona Piccola appartiene all'arcipelago di Traù. Amministrativamente è suddivisa tra i comuni di Spalato, Traù e Okrug, nella regione spalatino-dalmata.

## Geografia
L'isola di Bua si trova di fronte a Traù (Trogir), città della costa dalmata alla quale è unita da un ponte girevole costruito nel 1867, ed è separata dalla terraferma dal breve canale di Traù (Trogirski kanal) che si allarga a ovest nella baia di Traù (Trogirski zaljev) e ad est nella baia dei Castelli (Kaštelanski zaljev). Di forma allungata in senso est-ovest, nell'estremità orientale di punta Giove (rt Čiova) l'isola si protende verso Spalato, e dista solo un paio di chilometri dall'estremità occidentale della penisola di monte Mariano: punta San Giorgio (rt Marjan). La costa meridionale dell'isola si affaccia sul canale di Spalato (Splitski kanal).
Bua è lunga circa 15 km dall'occidentale punta Podan (rt Okrug) a punta Giove; la sua superficie è di 28,12 km², lo sviluppo costiero di 46,66 km; il punto più alto è il monte Ballan o Ballon (Rudine) alto 217 m che si trova nella parte centrale dell'isola. L'insenatura maggiore è la valle o vallone di Saldon o di Soldon (zaljev Saldun), a nord-est; altre baie più piccole sono sul lato meridionale: Duga (uvala Duga) e Mavarstizza o Mavarschizza (uvala Movarštica).

### Isole adiacenti
Una fila di isolotti e scogli che fanno parte del comune di Okrug si trova a sud-ovest di Bua:
- Sant'Eufemia (Sv. Fumija), a sud di Bua, è l'isoletta maggiore del gruppo.
- Cralievaz[6][18], Kraglievaz[7] o Crajevaz[19] (Kraljevac), isolotto circa 800 m a sud di Bua e 300 a ovest di Sant'Eufemia. È lungo 470 m circa[2], ha una superficie di 0,053 km²[1], uno sviluppo costiero di 1,01 km[1], l'altezza massima è di 33,2 m[2] 43°28′46″N 16°13′06″E.
- Barriera[6][15], Coparinovaz[7] o Zaporinovaz[19] (Zaporinovac), piccolo scoglio con un'area di 0,0022 km²[17], 450 m ad ovest di Cralievaz. Ha un faro sulla punta occidentale[20] 43°28′44″N 16°12′34″E.
- scogli Piavizze[19]:
  - Balon[21] o Bazun[7][14] (Balkun), scoglio rotondo con un diametro di circa 70 m[2] e una superficie di 0,0019 km²[17]; si trova 1,2 km a sud-ovest di Barriera e 280 m[2] a sud-est di Piavizza  43°28′26″N 16°11′41″E.
  - secca Bazun, piccolo scoglio con un'area di 534 m²[17], circa 200 m[2] a est di Balon. È segnalato da un faro[22] 43°26′33″N 16°11′52″E;
  - Piavizza[23] o Piavitza[7] (Pijavica), piccolo isolotto con una strozzatura al centro situato circa 2 m a sud-ovest di Bua e 2,7 km ad ovest di Sant'Eufemia[2]; l'isolotto è lungo circa 230 m[2], ha una superficie di 0,011 km²[1], uno sviluppo costiero di 0,61 km[1], ed è alto 8 m s.l.m.[2]. 43°28′33″N 16°11′27″E. Piavizza, Balon e lo scoglietto a est di Balon sono indicati anche come scogli Piavizze[19].
- Galera[7][14][24] (Galera), piccolo scoglio di forma allungata con una superficie di 0,0021 km²[17] che appartiene al comune di Traù[17]; è situato 360 m[2] a sud-sud-est di Piavizza, e a est degli scogli Cluda. È segnalato da un faro[25] 43°28′20″N 16°11′11″E.
- A nord-ovest di punta Podan, a 860 m[2], dotato di un segnale luminoso[26], si trova il piccolo scoglio Cellini[6] (Čelice), formato in realtà da due scogli affiancati che hanno una superficie di 0,0089 km²[17] 43°30′03″N 16°11′37″E.

## Storia
Abitata fin dalla preistoria e in epoca romana, risulta quasi disabitata nell'Alto Medioevo, era altresì luogo di confino ed esilio (IV-VI sec.).
L'antico nome illirico dell'isola era Bubus, in seguito Bavo, e Bua o Boa per i Veneziani, mentre quello croato deriva dal latino Caput Iovis (Capo di Giove), nome con il quale la chiamavano i Romani. Lo storico Giovanni Lucio (XVII sec.), nativo di Traù, la chiamava Bubum.

## Geografia politica
I centri abitati dell'isola sono, oltre al capoluogo Bua (Čiovo), le località di Nogaro o Zedno (Žedno), Bagno di Bua (Slatine) e Albania (Arbanija). Le frazioni di Tridare, Cerchio Superiore e Radič riunite hanno dato forma al villaggio di Okrug Gornji che si trova sul lato est di valle Saldon. All'estremità occidentale l'insediamento che era detto Cerchio Inferiore è diventato il villaggio di Okrug Donji. Okrug Gornji e Okrug Donji vengono indicate rispettivamente anche come Podan Superiore e Podan Inferiore. Il comune di Okrug, che comprende questi due villaggi, contava 3 349 abitanti nel 2011. La popolazione complessiva era di 5 908 abitanti.

### Cartografia
- (HR) Mappa topografica della Croazia 1:25000, su preglednik.arkod.hr. URL consultato il 18 gennaio 2017.
- G. Giani, Carta prospettiva delle Comuni censuarie della Dalmazia, foglio 8, 1839. Fondo Miscellanea cartografica catastale, Archivio di Stato di Trieste.